# Miloslava Pippichová-Havelková
Miloslava Pippichová-Havelková (24. února 1847 Nymburk – 28. března 1878 Praha) byla česká operní pěvkyně – sopranistka. Vystupovala r. 1867 v Prozatímním divadle a po několikaleté přestávce znovu v 70. letech, převážně na koncertech. 6. června 1869 řídila jako první česká žena-sbormistryně pěvecký soubor na slavnosti k odhalení pomníku Boženy Němcové.

## Život
Narodila se 24. února 1847 v Nymburku, kde byl její otec, známý právník Matěj Havelka, v té době radou krajského soudu. Rodina byla kulturně a vlastenecky založená, otec vedl jak ji, tak sestru Zdeňku ke vzdělání a hudbě. Do školy chodila v Písku, kde se seznámila s básníkem Adolfem Heydukem. Vedle češtiny a němčiny se také naučila francouzsky, rusky, anglicky a italsky.
Jako pěvkyně měla soprán velkého rozsahu. Jejím prvním učitelem zpěvu byl František Gregora, ředitel kůru v Písku. Po přestěhování rodiny do Prahy pokračovala v pěvecké škole Františka Pivody, který s ní nastudoval více než 25 oper. Herectví, ke kterému měla rovněž velké nadání, se učila u Otilie Sklenářové-Malé. 6. ledna 1867 poprvé vystoupila v Českém zemském divadle jako Eleonora v opeře Trubadúr od Giuseppe Verdiho. K dalším rolím patřila Gilda (Rigoletto), Ludmila (Jan Nepomuk Škroup: Švédové v Praze), Matylda (Gioacchino Rossini: Vilém Tell) a Elvíra (Daniel Auber: Němá z Portici). Její zpěv i herecký projev došly velkého uznání a zajistily ji v divadle stálé angažmá. Dlouho se z něj ale netěšila. Přílišnou námahou při představeních i domácím cvičení u ní propukla nervová choroba hlasu, která si vynutila klid. Na scénu se vrátila v roce 1870 a do prosince 1874, kdy se provdala za Karla Pippicha, uskutečnila řadu koncertů s písněmi Pivody, Dvořáka, Fibicha, Bendla, Skuherského, Glinky i z lidové tvorby.

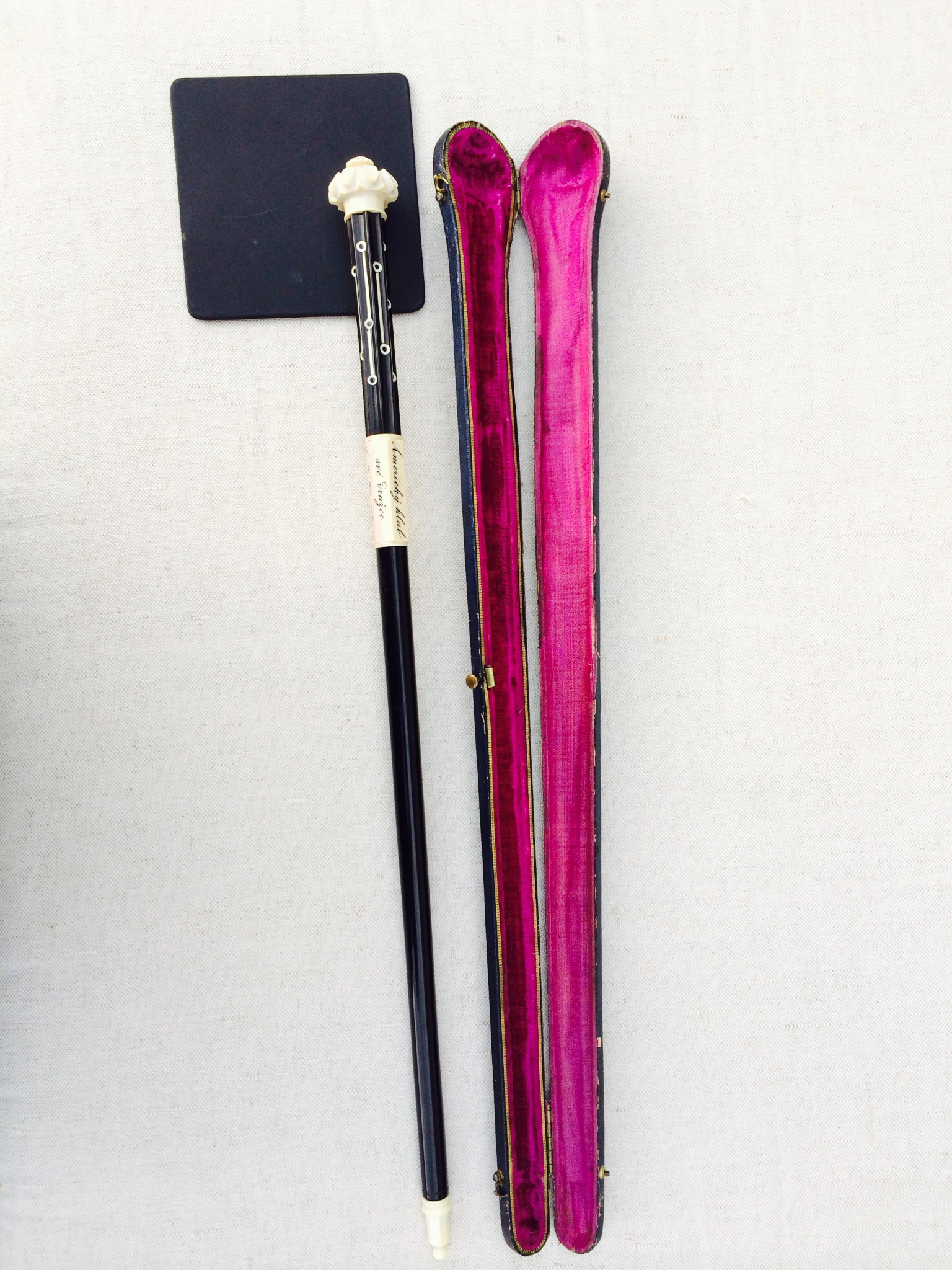
Taktovka věnovaná M. Havelkové

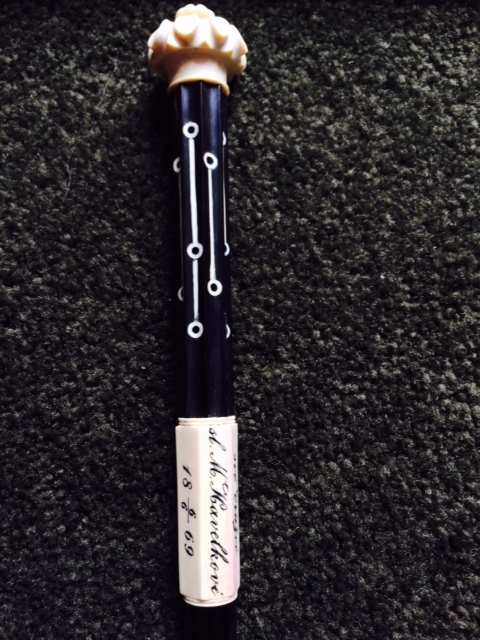
Detail věnování na taktovce

Účastnila se také humanitárních a vlasteneckých akcí. V Písku propagovala prodej losů na podporu Zdeňky Havlíčkové, dcery Karla Havlíčka. 6. června 1869 se stala první českou ženou – sbormistryní, když na Žofíně dirigovala sboru 50 zpěvaček u příležitosti odhalení pomníku Boženy Němcové. Americký klub dam, který tuto slavnost organizoval, jí na památku daroval ozdobnou taktovku ze slonoviny s věnováním. Kritika ocenila jistotu jejího vedení i půvab a eleganci.
Po svatbě v roce 1874 se přestěhovala za manželem do Chrudimi. V letech 1875 a 1876 dál zpívala na koncertech. Pro časopis Světozor v roce 1875 přeložila novelu Z káznice J. A.... V únoru 1877 onemocněla a o rok později odjela do Prahy s tím, že odtud bude pokračovat na ozdravný pobyt do města Arco (dnes v italské provincii Trento). Její stav se ale zhoršil a 26. března 1878 v Praze zemřela. Pohřbena byla v Chrudimi na hřbitově U Kříže za účasti desítek umělců a tisíců dalších lidí.

## Příbuzenstvo
- Otec Matěj Havelka (1809–1892) byl právník, politik a básník.[6]
- Manžel Karel Pippich (1849–1921) byl advokát a sokolský funkcionář v Chrudimi.[7]
- Pippichovi měli dvě děti.[2] Dcera Růžena (1877–1882) se nedožila dospělosti.[7] Syn Karel Pippich-Havelka (1875–1895), student práv, přispíval do Lumíru a v roce 1897 vyšla posmrtně jeho sbírka básní První kvítí.[8] Zemřel předčasně na tuberkulózu.[7]
- Sestra Zdeňka (1844–1902) byla rovněž hudebně založená, vystupovala jako pěvkyně a klavíristka. V září 1886 se provdala za stavitele a mecenáše Josefa Hlávku a pořádala s ním kulturní a dobročinné akce.[9]